# Kandergrund
Kandergrund é uma comuna da Suíça, no Cantão Berna, com cerca de 1.206 habitantes. Estende-se por uma área de 32,0 km², de densidade populacional de 38 hab/km². Confina com as seguintes comunas: Frutigen, Kandersteg, Reichenbach im Kandertal.
A língua oficial nesta comuna é o Alemão.